# Press to Play
Press to Play (englisch Drücke um zu spielen) ist das siebte Soloalbum von Paul McCartney. Gleichzeitig ist es einschließlich der Wings-Alben das 17. Album von Paul McCartney nach der Trennung der Beatles. Es wurde am 25. August 1986 in den USA und am 1. September 1986 in Großbritannien veröffentlicht.

## Entstehung
Nach dem kommerziellen Misserfolg seines Musikfilms Broad Street sowie gemischten Kritiken für sein letztes Studioalbum Pipes of Peace (1983) und den relativ schlechten Verkaufszahlen in den USA des Soundtrackalbums Give My Regards to Broad Street (1984) wollte Paul McCartney mit seinem neuen Studioalbum zeitgemäßer klingen. McCartney beendete seine Zusammenarbeit mit George Martin und engagierte als Produzenten Hugh Padgham, der durch seine Arbeiten mit Genesis, XTC, The Police und Phil Collins in den 1980er Jahren bekannt wurde. Während George Martin die neue Musiktechnik eher sparsam und subtil einsetzte, war Padgham bestrebt, die gesamte Bandbreite der technischen Möglichkeiten der 1980er Jahre zu nutzen.
Paul McCartney richtete sich sein Aufnahmestudio Hogg-Hill Mill unweit seiner Farm in Sussex ein und begann mit Eric Stewart und dem Schlagzeuger Jerry Marotta ab April 1985 an einem neuen Album zu arbeiten. Das Trio nahm Backing Tracks und einige Overdubs für 13 Lieder auf. McCartney hatte dabei weder Konzept noch konkrete Vorstellungen, wollte jedoch „ganz von vorn anfangen“. Die Arbeitsweise mit Eric Stewart – „mit zwei akustischen Gitarren, uns gegenseitig anblickend, wie in einen Spiegel, bloß besser“ – erinnerte McCartney an seine frühere Zusammenarbeit mit John Lennon, die er seit der Beatles-Zeit nicht wieder ausprobiert hatte. Mit Eric Stewart schrieb Paul McCartney in diesen Aufnahmesitzungen sechs Lieder des Albums: Footprints, Stranglehold, Pretty Little Head, Move Over Busker, Angry und However Absurd. Auch wenn Stewart die Zusammenarbeit rückblickend positiv beschrieb, konstatierte er doch, dass die Aufnahmen „in keine besonders aufregende Richtung führte[n]“ und McCartney künstlerisch „einfach ein bisschen müde“ war. Eric Stewart zog sich vorzeitig von den Aufnahmen zurück: Neben seinen persönlichen Differenzen mit Produzent Hugh Padgham führten auch Paul McCartneys Stimmungsschwankungen im Studio zu zunehmend schlechter Stimmung. Die musikalische Zusammenarbeit mit Eric Stewart, die seit den Aufnahmen zu Tug of War bestand, wurde nicht für zukünftige Alben verlängert. Press to Play blieb auch das einzige Album, das Hugh Padgham für Paul McCartney produzierte.
Im September 1985 wurden die Aufnahmen zum Album für vier Tage unterbrochen, um das Titellied für den Film Spies Like Us (Spione wie wir) aufzunehmen.
Die Studioaufnahmen des Albums waren im November 1985 vorläufig beendet. Nachdem beschlossen wurde, dass Paul McCartney in den USA die Tonträgergesellschaft Columbia Records verlassen würde, um erneut bei Capitol Records einen neuen Vertrag zu unterschreiben, erfolgten bis zum April 1986 weitere Aufnahmen. Die endgültige Abmischung erfolgte zwischen dem 14. und 18. April 1986 in den AIR Studios in London.
Nicht veröffentlicht wurde das Lied Yvonne’s the One, das im Jahr 1995 in einer Neuaufnahme von 10cc auf deren Album Mirror Mirror veröffentlicht wurde. Paul McCartney spielte bei dieser Version Gitarre. Die Version von Paul McCartney war allerdings auf Bootlegs erhältlich.
Am 20. Juni 1986 trat Paul McCartney mit anderen Künstlern in der Wembley Arena anlässlich des zehnten Jahrestags des Prince’s Trust. Er sang die Lieder I Saw Her Standing There, Long Tall Sally und Get Back. Das veröffentlichte Vinyl-Album Recorded Highlights of the Prince’s Trust 10th Anniversary Birthday Party enthält das Lied Get Back, eine beigelegte 7″-Vinylsingle die beiden anderen Lieder.
Ursprünglich sollte das Album im Juni 1986 erscheinen, Press to Play wurde in Europa aber erst am 1. September 1986 veröffentlicht. Trotz der guten Kritiken wurde der musikalische Richtungswechsel zu einem zeitgemäßeren Sound vom Publikum nicht angenommen. Mit rund 600.000 verkauften Exemplaren wurde es das bis dahin kommerziell erfolgloseste Soloalbum McCartneys. Es war das zweite Album, das sich nicht mehr in den Top-Twenty der US-amerikanischen Billboard 200 platzieren konnte und war das erste McCartney-Album, das nicht mit Gold ausgezeichnet wurde.

## Covergestaltung
Das Coverfoto zeigt Paul und Linda McCartney Wange an Wange mit geschlossenen Augen. Das Schwarzweißfoto stammt von Hollywoodfotograf George Hurrell, der für die Aufnahme eine alte Boxkamera verwendete, die er in den 1930er und 40er Jahren benutzt hatte. Das innere des Klappcovers zeigt Mixing-Diagramme, die McCartney im Studio erstellt hatte, um zu demonstrieren, wo er den Gesang und die Instrumente im Stereospektrum erscheinen lassen wollte.
Der CD liegt ein zwölfseitiges bebildertes Begleitheft bei, das die Liedtexte beinhaltet.

## Titelliste
Seite 1
1. Stranglehold (Stewart/McCartney) – 3:36
2. Good Times Coming/Feel the Sun (McCartney) – 4:44
3. Talk More Talk (McCartney) – 5:18
4. Footprints (Stewart/McCartney) – 4:32
5. Only Love Remains (McCartney) – 4:13

Seite 2
1. Press (McCartney) – 4:43
2. Pretty Little Head (Stewart/McCartney) – 5:14
3. Move Over Busker (Stewart/McCartney) – 4:05
4. Angry (Stewart/McCartney) – 3:36
5. However Absurd (Stewart/McCartney) – 4:56

Die CD-Veröffentlichung enthielt drei zusätzliche Lieder:
1. Write Away (McCartney) – 3:00
2. It’s Not True (McCartney) – 5:53
3. Tough on a Tightrope (McCartney) – 4:42

1993 Remaster-Bonustracks
1. Spies Like Us – 4:45 (McCartney)
2. Once Upon a Long Ago (Long Version) – 4:37 (McCartney)

iTunes Bonus-Titel (2007)
Press (12″ Bevans/Forward dub mix) – 6:31 (McCartney)

## Informationen zu einzelnen Liedern
- Neben Eric Stewart waren weitere bekannte Musiker am Album beteiligt, so arbeiteten Phil Collins und Pete Townshend am Lied Angry mit.
- Das Intro von Talk More Talk sprachen Paul McCartneys Sohn James, Linda McCartney, Eddie Klein, Paul McCartneys langjähriger Gitarrentechniker John Hammel, Matt Howe und Steve Jackson ein.[11]
- Die Erstauflage in Großbritannien und Deutschland der Langspielplatte beinhaltete die gleiche Version des Liedes Press wie die CD-Version, die Abmischung von Bert Bevans und Steve Forward. Die Zweitauflage der LP beinhaltet die längere Abmischung von Hugh Padgham.

## Wiederveröffentlichungen
- Am 9. August 1993[12] wurde die CD in einer von Peter Mew remasterten Version mit zwei weiteren Bonusstücken veröffentlicht. Der CD liegt ein zwölfseitiges bebildertes Begleitheft bei, das Information zum Album und die Liedtexte enthält.[13]
- Im Mai 2007 wurde das Album im Download-Format veröffentlicht.

## Single-Auskopplungen

### Spies Like Us
Am 18. November 1985 erschien die Single Spies Like Us / My Carnival; die A-Seite wurde während der Sessions zum Album Press to Play aufgenommen, während die B-Seite My Carnival im Jahr 1975 während der Sessions zum Album Venus and Mars aufgenommen wurde.
Die Single wurde am 9. Dezember 1985 in Großbritannien auch als Picture-Disc-Single im Shape-Format veröffentlicht.
Weiterhin wurde eine 12″-Vinyl-Maxisingle mit folgenden Liedern veröffentlicht: Spies Like Us (Party Mix) / Spies Like Us (Alternative Mix) / Spies Like Us (DJ Version) / My Carnival (Party Mix). Diese Maxisingle wurde am 2. Dezember 1985 in Großbritannien auch als Picture-Disc veröffentlicht.
Spies Like Us ist der bisher letzte Top-Ten-Hit in den USA für Paul McCartney als alleiniger Interpret. Die Promotion-7″-Vinyl-Single und 12″-Vinyl-Single in den USA enthält jeweils die Single-Version und die gekürzte DJ-Version.

### Press
Am 14. Juli 1986 erschien die Single Press / It’s Not True; die Single wurde nach wenigen Tagen, am 20. Juli, in Großbritannien und Deutschland zurückgezogen und durch Press (Video Edit, Bevans-Forward Mix) ersetzt, wobei in den USA lediglich die zweite Version erschienen ist.
Die 12″-Vinyl-Maxisingle enthält folgende Lieder: Press (Bevans-Forward Mix) / It’s Not True / Hanglide / Press (Dubmix). Hanglide wurde bisher nicht auf CD veröffentlicht.
In Großbritannien wurde am 18. August 1986 eine limitierte 10″-Vinyl-Maxisingle veröffentlicht: Press (Original Mix) / It’s Not True / Press (Video Edit).
In den USA wurden zwei verschiedene 7″-Vinyl-Promotionsingles verteilt, die erste enthält den Video-Edit auf beiden Seiten, während die zweite Promotionsingle den Video-Edit auf der A-Seite und auf der B-Seite eine exklusive Abmischung hat. Die 12″-Vinyl-Promotionsingle enthält wiederum den Video-Edit auf beiden Seiten.

### Pretty Little Head
Die zweite Singleauskopplung in Europa Pretty Little Head / Write Away  erfolgte am 27. Oktober 1986. Die A-Seite enthält eine neue Abmischung von Larry Alexander.
Die 12″-Vinyl-Maxisingle enthält die Lieder Pretty Little Head (Long Remix) / Angry (Remix) / Write Away; die neue Abmischung von Pretty Little Head erfolgte hier von John Potoker, die neue Abmischung von Angry erfolgte wiederum von Larry Alexander.
Obwohl in den USA Pretty Little Head nicht als Single veröffentlicht wurde, erschien dort eine Promotion-12″-Vinyl-Single (Katalognummer: Capitol SPRO-9928), die die europäische Singleversion enthält.

### Stranglehold
Die zweite Singleauskopplung in den USA war Stranglehold / Angry (Remix) und erfolgte am 3. November 1986.
In den USA wurden 7″- und 12″-Vinyl-Promotionsingles hergestellt, die auf beiden Seiten die normale Singleversion enthalten. Weiterhin erschien eine 12″-Vinyl-Promotionsingle, die auf beiden Seiten Angry als LP-Version enthält.

### Only Love Remains
Die dritte Singleauskopplung in den USA und Europa war Only Love Remains (Remix) / Tough on a Tightrope und wurde am 1. Dezember 1986 in Großbritannien und am 19. Januar 1987 in den USA veröffentlicht.
In Europa erschien zusätzlich noch die 12″-Vinyl-Maxisingle Only Love Remains (Remix) / Tough on a Tightrope (Long Remix) / Talk More Talk (Remix). Die neue Abmischung von Only Love Remains erfolgte von Jim Boyer, der auch noch weitere Instrumentierungen hinzufügte. Tough on a Tightrope (Long Remix) wurde von Julian Mendelsohn, während Talk More Talk (Remix) von Paul McCartney und Jon Jacobs neu abgemischt wurde.
In den USA wurden 7″-Vinyl-Promotionsingles hergestellt, die auf beiden Seiten die normale Singleversion enthalten.

### Musikvideos
Es wurden Musikvideos zu den Single-A-Seiten hergestellt.

## Videoveröffentlichungen
Die Videodokumentation  The McCartney Special wurde im November 1987 auf VHS-Kassette veröffentlicht. Eine DVD-Version erschien bisher nicht. Die Dokumentation umreißt die Karriere von Paul McCartney bis einschließlich zum Album Press to Play.

## Kritik
Der Rolling Stone befand 1986, dass Press to Play McCartney musikalisch fest in der Gegenwart ankommen lasse. Die Zusammenarbeit mit Stewart und Produzent Padgham verbinde McCartneys Melodien mit einem „dichten elektronischen, zeitgenössischen Sound“, der dem Album einen „rhythmischen Kick“ gebe.
allmusic konstatierte, dass sich McCartney auf dem Album in den Bereichen versuche, die er gut kann, und austeste, was funktioniere. Press to Play sei nicht sein stärkstes Album, jedoch interessanter als einige seiner inhaltlich und stilistisch einheitlicheren Alben. Die Chicago Tribune bezeichnete Press to Play als eines der besseren Solo-Alben McCartneys, es sei etwas kantiger und viel flotter als man es von ihm gewohnt sei, auch wenn es nicht sonderlich einprägsam sei.

## Kommerzieller Erfolg

### Chartplatzierungen

#### Album
Das Album erreichte Platz 21 in den niederländischen Charts, Platz 17 in den schwedischen Charts und Platz 8 in den norwegischen Charts.
| ChartsChartplatzierungen       | Höchstplatzierung | Wochen |
| ------------------------------ | ----------------- | ------ |
| Deutschland (GfK)              | 30 (7 Wo.)        | 7      |
| Schweiz (IFPI)                 | 28 (1 Wo.)        | 1      |
| Vereinigte Staaten (Billboard) | 30 (22 Wo.)       | 22     |
| Vereinigtes Königreich (OCC)   | 8 (6 Wo.)         | 6      |

#### Singles
| Jahr | Titel              | Höchstplatzierung, Gesamtwochen, AuszeichnungChartplatzierungen (Jahr, Titel, , Platzierungen, Wochen, Auszeichnungen, Anmerkungen) | Höchstplatzierung, Gesamtwochen, AuszeichnungChartplatzierungen (Jahr, Titel, , Platzierungen, Wochen, Auszeichnungen, Anmerkungen) | Höchstplatzierung, Gesamtwochen, AuszeichnungChartplatzierungen (Jahr, Titel, , Platzierungen, Wochen, Auszeichnungen, Anmerkungen) | Anmerkungen                         |
| Jahr | Titel              | DE | UK | US | Anmerkungen                         |
| ---- | ------------------ | --- | --- | --- | ----------------------------------- |
| 1986 | Press              | DE53 (7 Wo.)DE | UK25 (9 Wo.)UK | US21 (11 Wo.)US | Erstveröffentlichung: 14. Juli 1976 |
| 1986 | Pretty Little Head | — | UK76 (2 Wo.)UK | — |                                     |
| 1986 | Stranglehold       | — | — | US81 (6 Wo.)US |                                     |
| 1986 | Only Love Remains  | — | UK34 (5 Wo.)UK | — |                                     |

### Auszeichnungen für Musikverkäufe
| Land/Region                  | Auszeichnungen für Musikverkäufe (Land/Region, Auszeichnung, Verkäufe) | Verkäufe |
| ---------------------------- | ---------------------------------------------------------------------- | -------- |
| Vereinigtes Königreich (BPI) | Gold                                                                   | 100.000  |
| Insgesamt                    | 1× Gold ·                                                              | 100.000  |

Hauptartikel: Paul McCartney/Auszeichnungen für Musikverkäufe